# بازی بچگانه (فیلم ۱۹۸۸)
بازی بچگانه یا بازی بچه (به انگلیسی: Child's Play) فیلمی ترسناک به کارگردانی تام هلند و نویسندگی دن مانچینی، جان لافیا، و خود هلند است. در این فیلم کاترین هیکس، کریس ساراندون، آلکس وینسنت، و براد دوریف ایفای نقش می‌کنند. جملات رسمی‌ای که روی پستر این فیلم چاپ شده بود عبارت بودند از: «آرزو می‌کنید که واقعیت نداشت» و «چیزی همراه با مرگ، وارد خانوادهٔ بارکلی می‌شود.»
این فیلم در ۹ نوامبر سال ۱۹۸۸ توزیع شد و فروش قابل توجهی کسب کرد. طرفداران ژانر وحشت و ژانر اسلشر این فیلم را می‌پسندیدند. این فیلم اولین فیلم از مجموعهٔ بازی بچگانه است؛ و قاتل محبوب فیلم‌های ترسناک، عروسک چاکی، نیز اولین بار در این فیلم ابداع شد. این فیلم همچنین تنها فیلم از این مجموعه است که توسط شرکت مترو گلدوین مایر عرضه شد.
در سال ۲۰۱۹ بازسازی این فیلم به همین نام منتشر شد.

## داستان
کارآگاه مایک نوریس قاتل زنجیره‌ای فراری به نام «چارلز لی ری» که سازنده عروسک‌های وودو است را در خیابان‌های شیکاگو تا یک فروشگاه اسباب‌بازی تعقیب می‌کند، پس از تیراندازی توسط نوریس، چارلز در حال مرگ است و تصمیم می‌گیرد روح خود را وارد بدن چیزی کند پس یک آوازی اجرا می‌کند تا روح خود را به یکی از عروسک‌های سخنگو با نام تجاری Good Guy که به نمایش گذاشته شده‌است منتقل کند، فروشگاه مورد اصابت صاعقه قرار می‌گیرد و منفجر می‌شود و نوریس جسد بی جان چارلز را در آوارهای کنار عروسک می‌یابد.
اندی، پسر شش که مادرش بیوه است و «کارن بارکلی» نام دارد، به شدت خواهان یک عروسک پسر خوب برای تولدش است، اما او نمی‌تواند آن را بخرد، پس از آن، او متوجه می‌شود که مردی بی‌خانمان در خارج از محل کارش، یک عروسک Good Guy را به دست آورده و سعی دارد آن را بفروشد، او آن را می‌خرد و به اندی می‌دهد. این عروسک معمولی به نظر می‌رسد و خود را به نام «چاکی» معرفی می‌کند، آن شب مگی بهترین دوست کارن مراقب اندی است در حالی که کارن تا دیروقت کار می‌کند، بعد از خوابیدن اندی، مگی چاکی را می‌بیند که جلوی تلویزیونی نشسته‌است که برای یک برنامه خبری اواخر شب دربارهٔ مرگ چارلز می‌باشد، او سپس توسط چاکی مورد حمله قرار می‌گیرد که باعث می‌شود او از پنجره به بیرون بیفتد و جان خود را از دست بدهد، پلیس آپارتمان را جستجو می‌کند و نوریس به برخی دلایلی اندی را مظنون می‌داند. اندی ادعا می‌کند که چاکی مگی را کشته‌است و می‌گوید که چاکی به او گفته که نام اصلی او «چارلز لی ری» است.
صبح روز بعد، چاکی به اندی دستور می‌دهد که مدرسه را ترک کند و در مرکز شهر سوار قطار شود، در حالی که اندی حواسش پرت است، چاکی مخفیانه وارد خانه همدست سابقش، «اِدی کاپوتو» می‌شود و با ایجاد یک انفجار گاز، او را می‌کشد، اندی دوباره مظنون به حساب می‌آید و پس از ادعای اینکه چاکی مقصر است، در بیمارستان روانی بستری می‌شود، کارن با چاکی به خانه برمی گردد و باتری‌های درون جعبه عروسک را چک می‌کند، و متوجه می‌شود عروسک بدون آنها حرکت می‌کند و صحبت می‌کند کارن وحشت زده می‌شود و شومینه خود را روشن می‌کند و تهدید می‌کند که چاکی را می‌سوزاند، چاکی با خشونت زنده می‌شود و قبل از فرار به او حمله می‌کند کارن به پلیس ماجرا را توضیح می‌دهد. اما نوریس باور نمی‌کند، کارن همان مردی را پیدا می‌کند که عروسک را به او فروخته و اطلاعات بیشتری را می‌خواهد، نوریس از راه می‌رسد و از مرد بازجویی می‌کند و او را مجبور می‌کند اعتراف کند که عروسک را از مغازه اسباب بازی فروشی دزدیده‌است.
کارن ناموفق تلاش می‌کند مایک را متقاعد کند که عروسک زنده است، اما نرویس اصرار دارد که چارلز را کشته‌است، نوریس پس از آوردن کارن به خانه، مورد حمله چاکی قرار می‌گیرد و در دعوایی به عروسک شلیک می‌کند که زخمش به‌طور نامفهومی خونریزی می‌کند و باعث مجروحیت شدید می‌شود، چاکی نزد مربی سابق وودو خود به نام «جان» فرار می‌کند و به او اطلاع می‌دهد که هر چه بیشتر روحش در عروسک بماند عروسک تشابهش به انسان بیشتر می‌شود، چاکی از جان می‌خواهد که به او کمک کند طلسم را برگرداند، اما او قبول نمی‌کند چاکی جان را با یک عروسک وودو شکنجه می‌کند و او را مجبور می‌کند تا فاش کند که برای فرار از بدن عروسک، چاکی باید روح خود را به اولین انسانی که هویت واقعی خود را برایش فاش کرد ، منتقل کند یعنی اندی، چاکی جان را مجروح می‌کند و فرار می‌کند، کارن و نوریس کمی بعد می‌رسند و جان قبل از مرگ به آنها می‌گوید که برای کشتن چاکی باید به قلب او صدمه بزنند.
چاکی به بیمارستان روانی که اندی در آن نگهداری می‌شود می رسد و با یک دستگاه الکتروشوک یک پزشک را می‌کشد، در هرج و مرج، اندی فرار می‌کند و به خانه می‌رود، اما چاکی از نزدیک پشت سرش را دنبال می‌کند و او را بیهوش می‌کند، همان‌طور که چاکی آماده می‌شود تا او را با آواز تصاحب کند، کارن و نوریس از راه می‌رسند کارن و اندی موفق می‌شوند چاکی را در شومینه به دام بیندازند و او را آتش بزنند، اما چاکی سوخته از جا بلند می‌شود کارن بارها به چاکی شلیک می‌کند و او را تکه‌تکه می‌کند، جَک، شریک نوریس به آپارتمان می‌رسد و در ابتدا از باور داستان در مورد باور نکردن زنده بودن عروسک خودداری می‌کنند، بدن چاکی ناگهان از دریچه ای بیرون میآید تا جَک را خفه کند، کارن موفق می‌شود چاکی را از جک جدا کند و نوریس به بدن چاکی شلیک می‌کند و در نهایت او را می‌کشد، جک، نوریس، کارن و اندی سپس اتاق را ترک می‌کند و فیلم به پایان می‌رسد.

## بازیگران
کاترین هیکس در نقش کارن بارکلی
کریس ساراندون در نقش کاراگاه مک نرویس
آلکس وینسنت در نقش اندی بارکلی
دینه مانوف در نقش مگی پیترسون
تامی سوردلو در نقش جک سانتوس
جک کالوین در نقش دکتر آردمور و جان
نیل جونتولی در نقش اِدی کاپوتو
براد دوریف در نقش «چارلز لی ری» و «چاکی»

## دنباله
دنباله این فیلم به نام "بازی بچگانه ۲" منتشر شده‌است.